# Esporocarpo

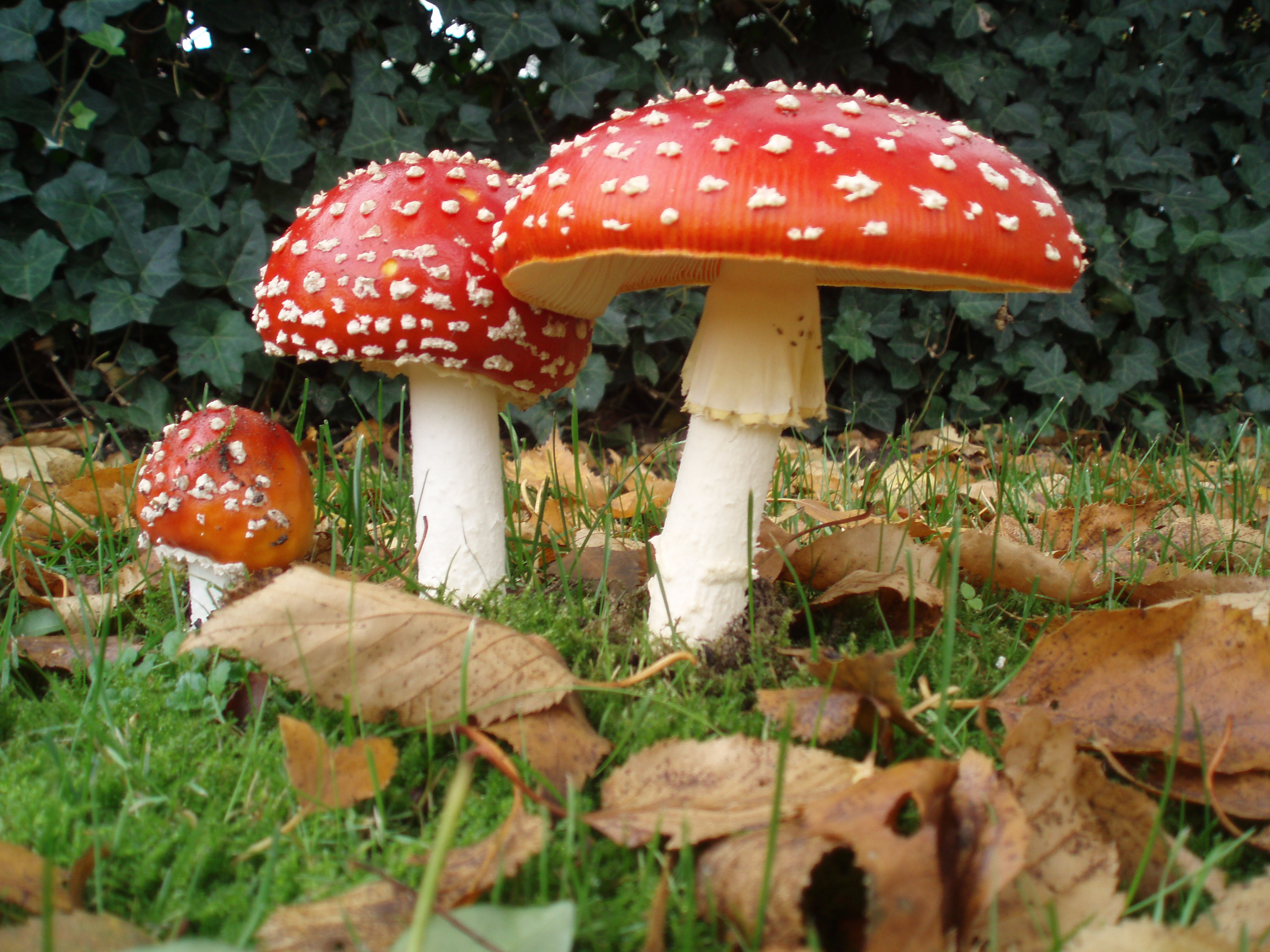
Basidiocarpos de Amanita muscaria.

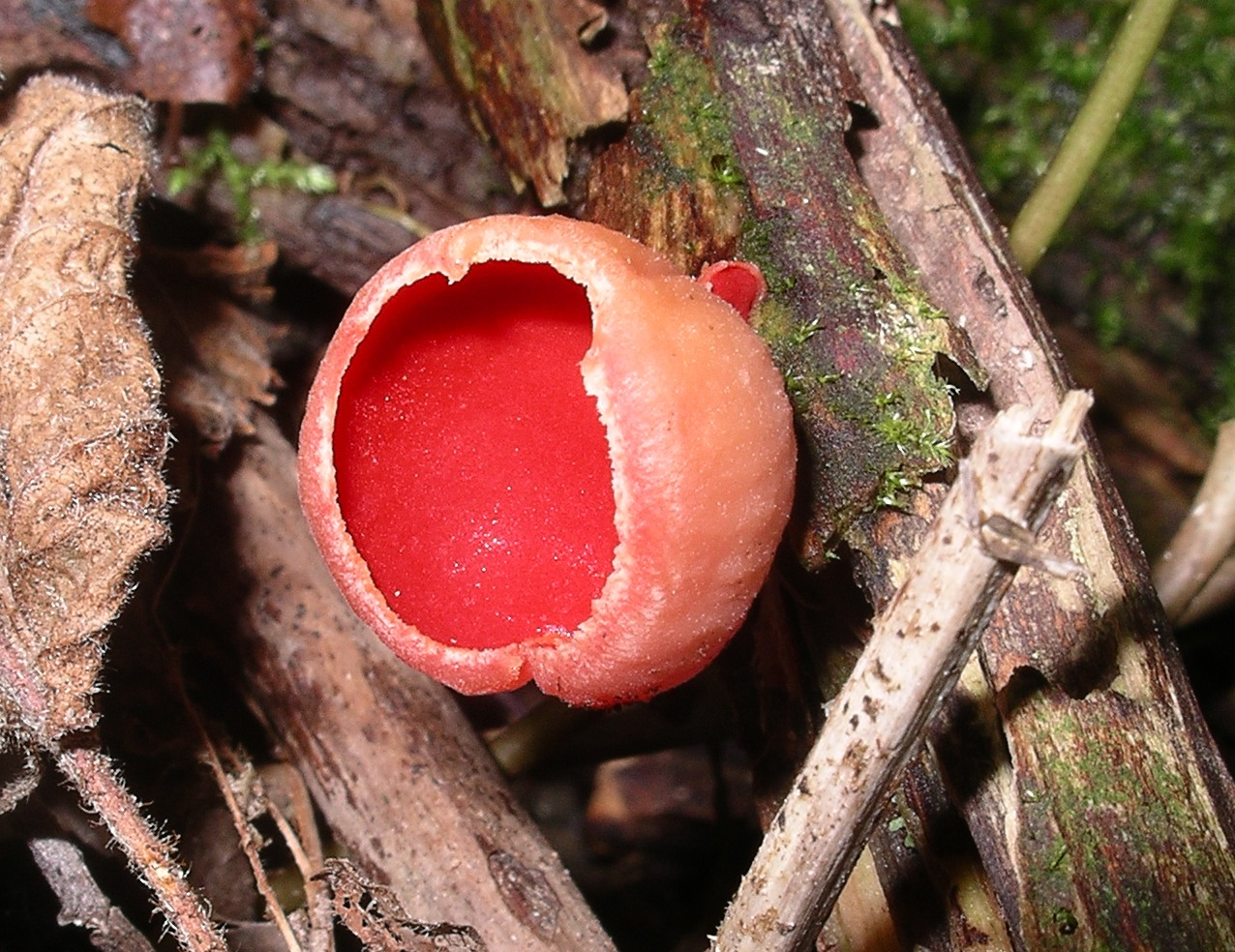
Ascocarpo de Sarcoscypha austriaca.

Nos fungos, a estrutura popularmente conhecida por cogumelo é o basidioma ou ascoma é uma estrutura multicelular na qual se desenvolvem as estruturas produtoras de esporos, como os basídios e ascos. A estrutura faz parte da fase sexuada do ciclo de vida dos fungos, sendo o restante do ciclo de vida caracterizado por crescimento vegetativo do micélio e pela produção de esporos assexuados.
Nos basidiomicetos é chamado de basidioma, enquanto nos ascomicetos é chamado de ascoma. Tanto os basidiomas como os ascomas apresentam grande variedade de formas e morfologias, as quais têm um papel importante na identificação e taxonomia dos fungos.

### Equívocos classificatório e terminológico comuns
O uso dos termos "corpo frutífero", "frutificação" e esporocarpo (-carpo, do grego "karpós" que significa fruto) são equivocados, visto que fungos não são plantas e como tais, não produzem frutos. Fungos pertencem ao Reino Fungi e não ao Reino Plantae.